# 6463 Isoda
6463 Isoda eller 1994 AG3 är en asteroid i huvudbältet som upptäcktes den 13 januari 1994 av de båda japanska astronomerna Kazuro Watanabe och Kin Endate vid Kitami-observatoriet. Den är uppkallad efter den japanska astronomen Sachiko Isoda.
Asteroiden har en diameter på ungefär 11 kilometer och den tillhör asteroidgruppen Eunomia.